# Соколов, Евгений Гаврилович
Евгений Гаврилович Соколов (1880—1949) — русский художник, один из самых активных московских графиков в области открытки: рисовал подборки открыток на темы народных песенок и русских пословиц.

## Биография
Родился в ночь на 10 (22) апреля 1880 года  в семье служащего Гаврилы Викторовича Соколова, родом из мелкопоместных дворян Новгородской губернии. Сестра его матери Ольги Фёдоровны, Евдокия Фёдоровна, была замужем за Василием Александровичем Поляковым, одним из братьев — владельцев большой Знаменской мануфактуры. Отец умер очень рано, мать скоро вышла замуж, и маленького Женю взяли к себе дядя и тётка; воспитывался он вместе с двоюродным братом Сашей Поляковым.
Василий Александрович Поляков увлекался сельским хозяйством, купил запущенное имение Малахово в Тульской губернии, привёл его в образцовый порядок — там и провёл своё детство Соколов. Александр Поляков был определён в гимназию, а Евгений Соколов — в Комиссаровское училище, где рисование и черчение преподавал немец Гуго Маккер.
Однако желанием Евгения Соколова стало — стать художником. В 1898 году он задумал и написал декорации для первого спектакля рабочего театра Поляковых «Каширская старина», а также эскизы костюмов; он сам изготовил бутафорию. В Губайлово, где у братьев Поляковых был большой помещичий дом с флигелями, Соколов постоянно встречался с их гостями — людьми, любившими искусство. Кроме того Соколов был членом художественного кружка «Шмаровинские среды», — управляющий делами в конторе Поляковых, Владимир Егорович Шмаровин, коллекционировавший картины и старинную русскую утварь, собирал каждую среду в своём домике с мезонином на Большой Молчановке художников, писателей, поэтов, артистов и любителей искусства.
В 1903—1906 годах Е. Г. Соколов занимался живописью в академии Франца фон Штука, в Мюнхене.
В 1907 году в метрической книге Знаменского храма в Дубровицах 28 сентября была сделана запись, что в ней венчались:

Ефрейтор 2-го Гренадерского Ростовского <…> полка потомственный почётный гражданин Евгений Гаврилович Соколов <…> и артистка балетной труппы Императорских Московских театров Татьяна Александровна Соколова.—   ЦГА Москвы. Ф. 203. Оп. 780. Д. 3716. Л. 26 (Метрическая книга Знаменской села Дубровицы церкви Подольского уезда).
Начал работать в театре «Народный дом» на Новослободской улице, где ставились классические оперы для просвещения масс. Понемногу стал известен в театральных кругах: работал в театре Корша, в театре оперетты, в Большом театре — оформил более трёхсот спектаклей. В Большом зале Консерватории Е. Соколов написал овальные портреты композиторов[уточнить]. Он делал иллюстрации для сатирических журналов «Будильник» и «Волынка».
В 1910 году Супруги Соколовы отправились в путешествие за границу: Варшава, Прага, Вена, Будапешт; через Триест в Венецию; побывали в Милане, Флоренции и Риме; прожили неделю на острове Капри, посетив Максима Горького; были в гостях у художницы Сведомской на вилле «Таормина». Из Италии поехали в Грецию, оттуда в Турцию. В 1911 году у них родилась дочь Наталья (†1995) — переводчик, художник, мемуарист.
Летом 1911 года Е. Г. Соколов работал в одесском театре.
Им были созданы нескольких серий открыток: «Сказочные типы» (Всемирный Почтовый Союз России), «7 дней недели» (Всемирный Почтовый Союз России), «Политические партии России» (Литография Е. Кудиновой и А. Левиной).